# Magyar Vasúti Hivatal
A Magyar Vasúti HivatalMagyarországon a vasúti közlekedés területén országos hatáskörű szerv volt 2006. január 1. és 2008. július 1. között. Jogutódja a Nemzeti Közlekedési Hatóság.

## Története
2005-ben Magyarországon – mint Európa más országaiban is – megkezdődött a magánvasutak kora. Magyarországon ekkor a Magyar Államvasutak – a Győr–Sopron–Ebenfurti Vasút kivételével – monopóliumot élvezett, ami miatt többször voltak viták az újonnan alapított magántársaságok és a MÁV között. A Magyar Köztársaság Kormánya ennek orvoslásaként 2006. január 1-jén megalapította a Magyar Vasúti Hivatalt. A kormány így eleget tett az Európai Unió előírásának. Az EU 2006. január 1. óta szankcionálja azokat az országokat, amelyeknek a vasúti közlekedéssel kapcsolatos joganyaga, működése, intézményrendszere nem felel meg teljes mértékben az Unió elvárásainak. [forrás?] A Hivatal irányítását a kormány, a felügyeletét pedig a közlekedésért felelős miniszter látta el. A Hivatal elnöki posztjára a miniszterelnök 2/2006 (I.13.) ME határozata hat évre Antal Dánielt nevezte ki.

## Tevékenysége
A Hivatal legfőbb feladatait és hatáskörét a vasúti közlekedésről szóló 2005. évi CLXXXIII. törvény szabályozta.
A Hivatal a 95/18 EK irányelv alapján engedélyező hatóságként kiadta, ellenőrizte, módosította és visszavonta bármely célú (országos, térségi, magán, stb.) vasúti társaságok működési engedélyét. A Hivatal célja a szabályozott vasúti piac megteremtése és az állami vasúti infrastruktúra szakmai, pénzügyi és jogi szempontból megbízható vasúti társaságok számára történő megnyitása volt.
A Hivatalnak, mint szabályozó szervnek további feladata volt a vasúti infrastruktúra igénybevételének a vasúti társaságok számára egyformán kedvező használatának biztosítása. Amennyiben a hivatal ezen a téren kihágást észlelt, úgy – mint piacfelügyeleti szerv – a Gazdasági Versenyhivatallal együttműködve törekedett a probléma megoldására.

## Megszűnése
Két és fél éves működés után a Kormány 156/2008 (VI.6.) rendeletével megszüntette a 2006. január 1. óta, az Országgyűlés törvényi rendelkezése alapján létrehozott Magyar Vasúti Hivatalt és egyúttal felmentette Antal Dánielt, a hivatal hat évre kinevezett elnökét. A hivatal szervezeti jogutódja 2008. július 1-jétől a műszaki, biztonsági kérdésekkel foglalkozó Nemzeti Közlekedési Hatóság. Az átalakítás alkotmányosságát az Alkotmánybíróság vizsgálja.